# Дзюкэндо
Дзюкэндо (яп. 銃剣道 хэпб. Jūkendō) — японское искусство штыкового боя, во многом напоминающее кэндо (но со штыками вместо мечей). Техники дзюкэндо основаны на содзюцу или байонетных методах 17-го века, когда в Японии было ввезено огнестрельное оружие.

## История
На протяжении эпохи Мэйдзи японские боевые техники штыкового боя были объединены в систему под названием дзюкэндзюцу, и преподавались в военной академии Тояма в Токио. Уэсиба Морихэй, основатель айкидо, тренировался в дзюкэндзюцу, и включил часть техник этого искусства в своё.
После Второй мировой войны практика дзюкэндзюцу была запрещена Союзниками, но позже она вернулась в современной форме дзюкэндо. Японская федерация спортсменов-любителей дзюкэндо была основана в 1952 году. Всеяпонская федерация дзюкэндо была основана в апреле 1956 года. В 2009 году она насчитывала 47.000 зарегистрированных членов, и около полумиллиона — по всему миру.

## Особенности
Современное дзюкэндо использует мокудзё (яп. 木銃), деревянную копию винтовки с прикреплённым затупленным штыком на конце. Искусство практикуется как японскими военнослужащими, так и гражданскими лицами.
Обучение включает ката, спортивные поединки и соревновательные матчи с использованием мокудзё и защитной экипировки. Тремя основными областями для атаки являются сердце, горло и нижняя левая сторона противника.
В отличие от большинства других боевых японских видов спорта, дзюкэндо крайне редкий, но всё же известный вид спорта в японских средних школах. В сознании многих японцев он всё ещё не рассматривается как настоящий спорт. В отличие от кэндо или кюдо, многие участники Второй мировой войны имеют реальный опыт использования данных техник в бою, что создаёт негативный образ для многих японцев.